# Matt Reeves
Matthew George "Matt" Reeves, född 27 april 1966 i Rockville Centre i delstaten New York, är en amerikansk filmregissör, manusförfattare och filmproducent. Reeves fick sitt stora genombrott som regissör med filmen Cloverfield från 2008. Han har sedan dess regisserat Let Me In (2010), Apornas planet: Uppgörelsen (2014), Apornas planet: Striden (2017) och The Batman (2022).
Reeves är gift med Melinda Wang, paret har en son tillsammans.

## Regi (i urval)
- 1996 – Vänner och flickvänner
- 1997 – Uppdrag: mord (TV-serie)
- 1998–2001 – Felicity (TV-serie)
- 2008 – Cloverfield
- 2010 – Let Me In
- 2014 – Apornas planet: Uppgörelsen
- 2017 – Apornas planet: Striden
- 2022 – The Batman